# Robin Hull
Robin Hull, finski snukerist, * 16. avgust 1974, Ranua, Finska.
Hull je upokojeni finski snukerist. Dolgo časa je bil edini Skandinavec v svetovni karavani, čeprav so ga vzgojili v Londonu in je tudi njegov oče Anglež, kar se tudi kaže v njegovem naglasu.

## Kariera
Hull se je pridružil profesionalcem leta 1992. Leta 2002 se je uvrstil na Svetovno prvenstvo, potem ko je v kvalifikacijah izločil veterana in šestkratnega svetovnega prvaka Steva Davisa. V prvem krogu glavnega dela prvenstva je nato izgubil proti Graemu Dottu z rezultatom 6-10. Na jakostnih turnirjih se je najbolje odrezal na turnirjih Welsh Open 2003 in Malta Cup 2006, obakrat je igral v četrtfinalu. Na turnirju Welsh Open je leta 2003 v prvem krogu izločil Graema Dotta in nato v osmini finala še Johna Higginsa.
Hull je bil v času svoje kariere poznan kot spodoben ustvarjalec nizov in je v karieri do sezone 2007/08 na vseh tekmovalnih dvobojih skupaj prikazal 111 nizov vsaj 100 točk. S tem je prikazal največ nizov vsaj 100 točk med vsemi igralci, ki niso nikoli zasedali mesta med najboljšimi 16 igralci sveta po jakostni lestvici (Hull je bil najvišje na 32. mestu v sezoni 2003/04). Kljub zelo ustvarjalni igri pa mu ni nikoli uspel niz 147 točk, njegov najvišji niz na katerem od tekmovalnih dvobojev je bil niz 145 točk.
V sezoni 2003/04 je resda zasedal 32. mesto na jakostni lestvici, najvišje v karieri, a ga je nato večji del sezone od snooker miz oddaljila virusna okužba. Prav tako je bil prisiljen izpustiti kvalifikacije za Svetovno prvenstvo 2007, tokrat zaradi nerednega srčnega utripa, kar so zdravniki povezalo z njegovo preteklo boleznijo. Po podobnem problemu leta 2008 se je odločil prenehati s poklicnim igranjem snookerja.

## Osvojeni turnirji

### Amaterski turnirji
- IBSF svetovno prvenstvo do 21 let - 1992
- EBSA evropsko prvenstvo - 1997
- WSA Open Tour, 3. turnir - 2003